# Nils Gustaf Fröding
Nils Gustaf Olof Fröding, född 28 februari 1904 i Norrköping, död 29 december 1970 i Sundsvall, var en svensk jurist och riksdagspolitiker (högerpartist).
Fröding avlade juris kandidatexamen vid Uppsala universitet 1927. Han blev assessor i Svea hovrätt 1937, hovrättsråd där 1944 och revisionssekreterare 1945 (tillförordnad 1942). Fröding blev häradshövding i Medelpads östra domsaga 1947 och i den sammanslagna Medelpads domsaga 1965. Som politiker var han ledamot av riksdagens andra kammare 1953–1964, invald i Västernorrlands läns valkrets.